# Severní teritorium
Severní teritorium je spolu s Teritoriem hlavního města jedno ze dvou teritorií zahrnuté do svazového státu Austrálie. Podstata jeho právního postavení tkví v tom, že federální vláda může upravit veškerou jeho legislativu. Postavení svazových států se však o mnoho neliší. Severní teritorium se nachází v severní části kontinentu, z východu sousedí se státem Queensland, ze západu se Západní Austrálií, z jihu pak s Jižní Austrálií. Ze severu území oblévá Timorské a Arafurské moře a Carpentarský záliv. Hlavním městem teritoria je Darwin, který se rozkládá při severním pobřeží kontinentu.

## Geografie
V severních oblastech jsou savany, poblíž moře i mangrovové porosty, směrem na jih se krajina mění v polopouště a pouště.

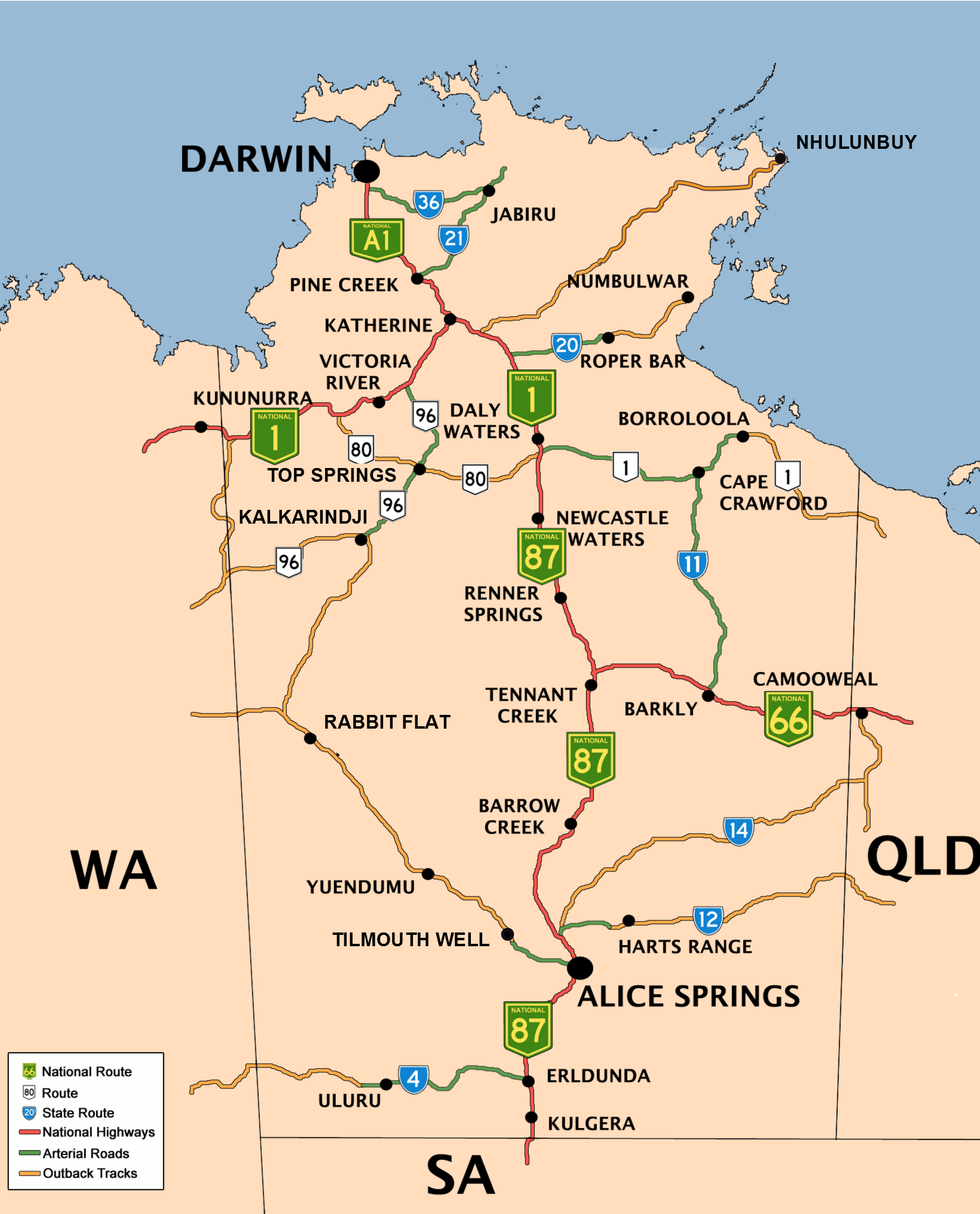
Města a silniční síť v Severním teritoriu

V Severním teritoriu se nachází řada významných přírodních lokalit, včetně známého symbolu Austrálie – obřího monolitu Uluru (Ayers Rock). Pro domorodé kmeny je to posvátné místo a sídlo skalního ducha. Spolu s Kata Tjuta (Mount Olgas) tvoří Uluru jeden úžasný národní park.
Velkou rozlohu zabírají národní parky. Mezi nejznámější patří národní park Kakadu. Nacházejí se v něm rozsáhlé tropické mokřady, mohutné skalní útvary a monsunové lesy. Je považován za jeden z nejkrásnějších národních parků Austrálie, který byl zapsán také do seznamu Světového dědictví UNESCO. Navštěvovány jsou vodopády Jim Jim a Twin Falls. Nacházejí se zde také nejrozsáhlejší aboriginské skalní malby na světě. Oblast je známá výskytem krokodýlů. Mimo jiné se právě zde natáčel film Krokodýl Dundee.
Dále na jih se nachází jedinečný ekosystém Katherine, ještě hlouběji ve vnitrozemí pak termální vřídla v městečku Matarranka. Dále po Stuart Highway leží městečko Tennant Creak, které se proslavilo zejména v dobách zlaté horečky. Cestou do Alice Springs míjí silnice Devil’s Marbles (Ďáblovy kuličky), mohutné balvany ohlazené větrnou erozí.
Alice Springs je centrem horkého australského vnitrozemí a východiskem k cestám do širokého okolí, např. do Kings Canyon (Národní park Watarrka), mohutné rokle, hluboké až 270 metrů.
V pohoří McDonell Ranges se nachází například impaktní kráter Gloss Bluff, vzniklý pravděpodobně při dopadu meteoritu před více než 140 miliony let.

## Krajina Severního teritoria

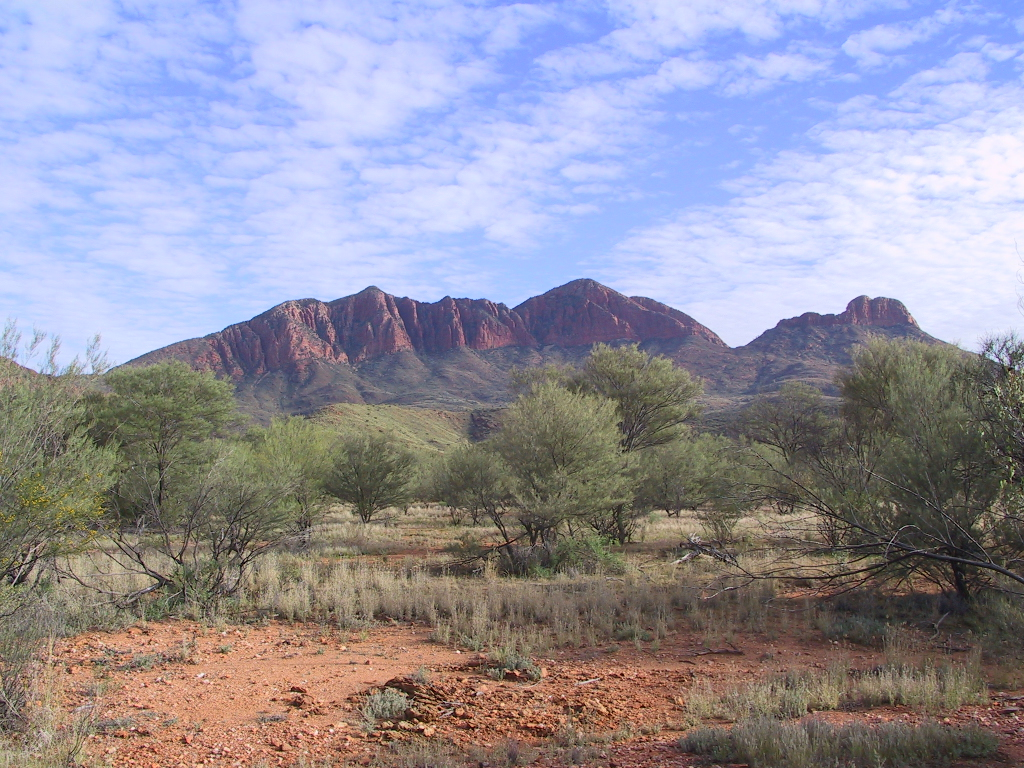
Mount Sonder, čtvrtá nejvyšší hora v severním teritoriu po blízké Mount Zeil
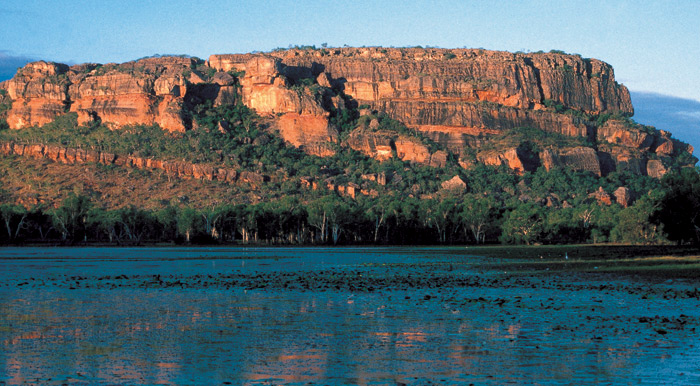
Nourlangie Rock v národním parku Kakadu
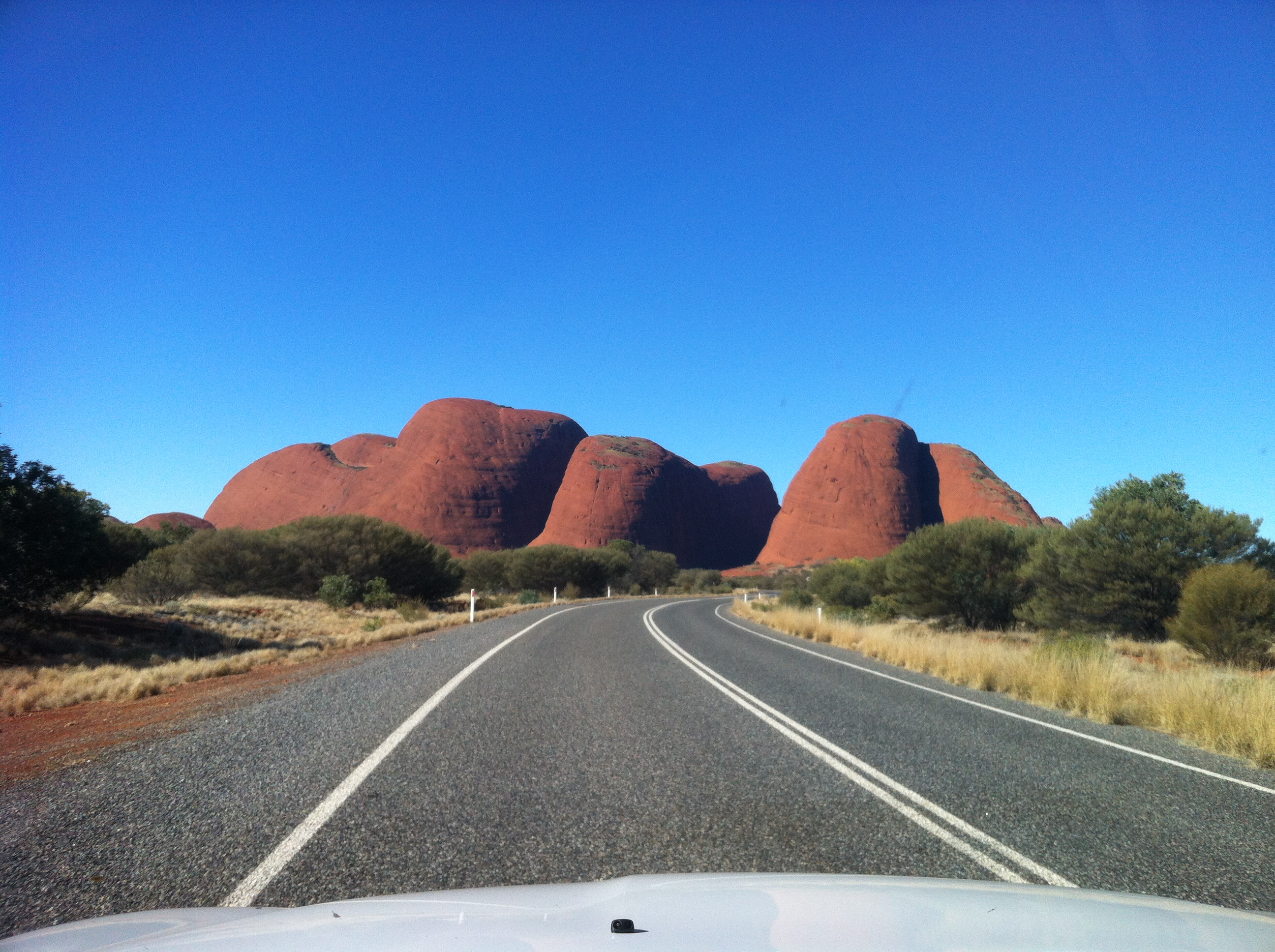
Kata Tjuta
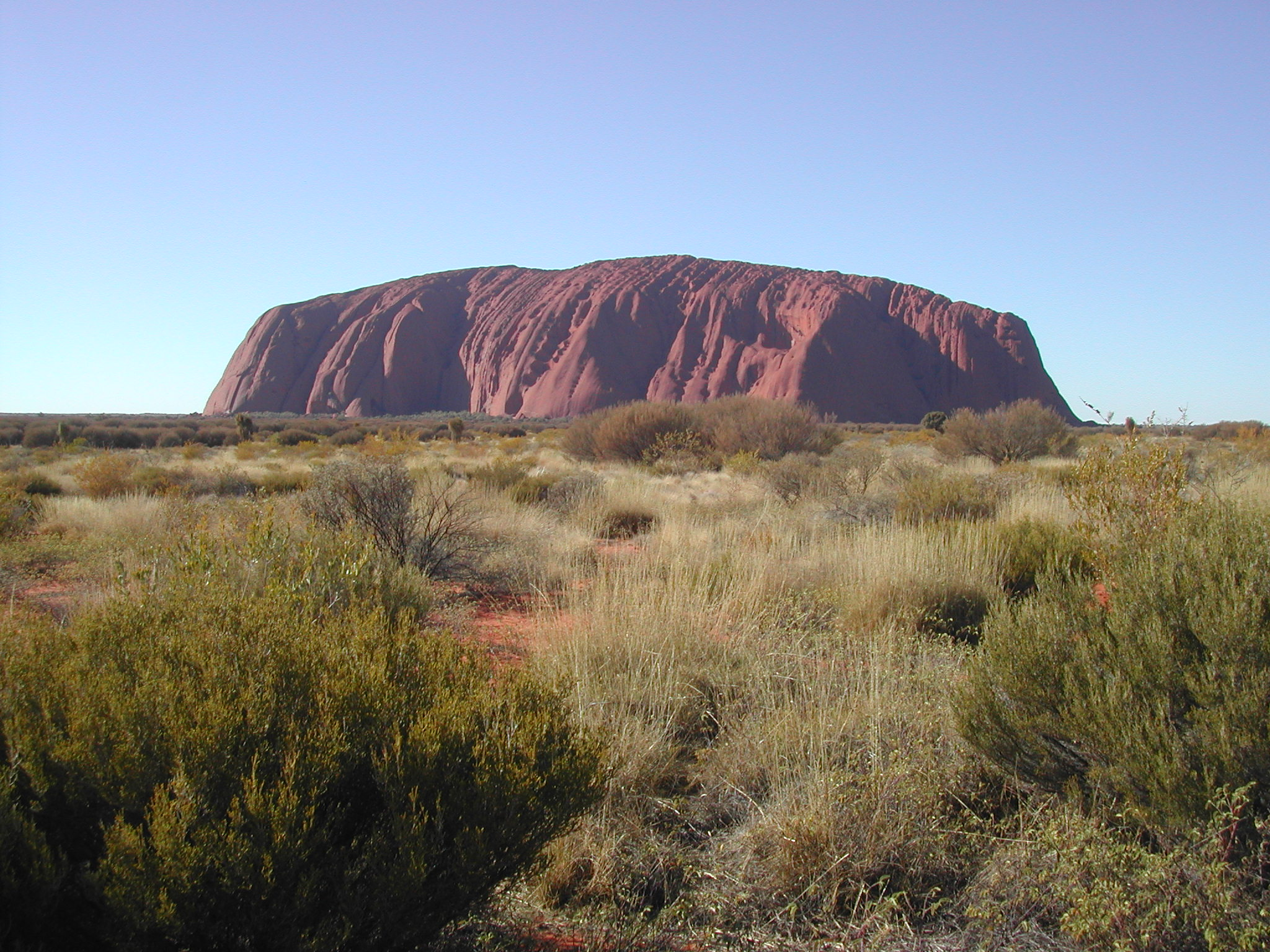
Uluru (Ayers Rock), jeden ze symbolů severního teritoria
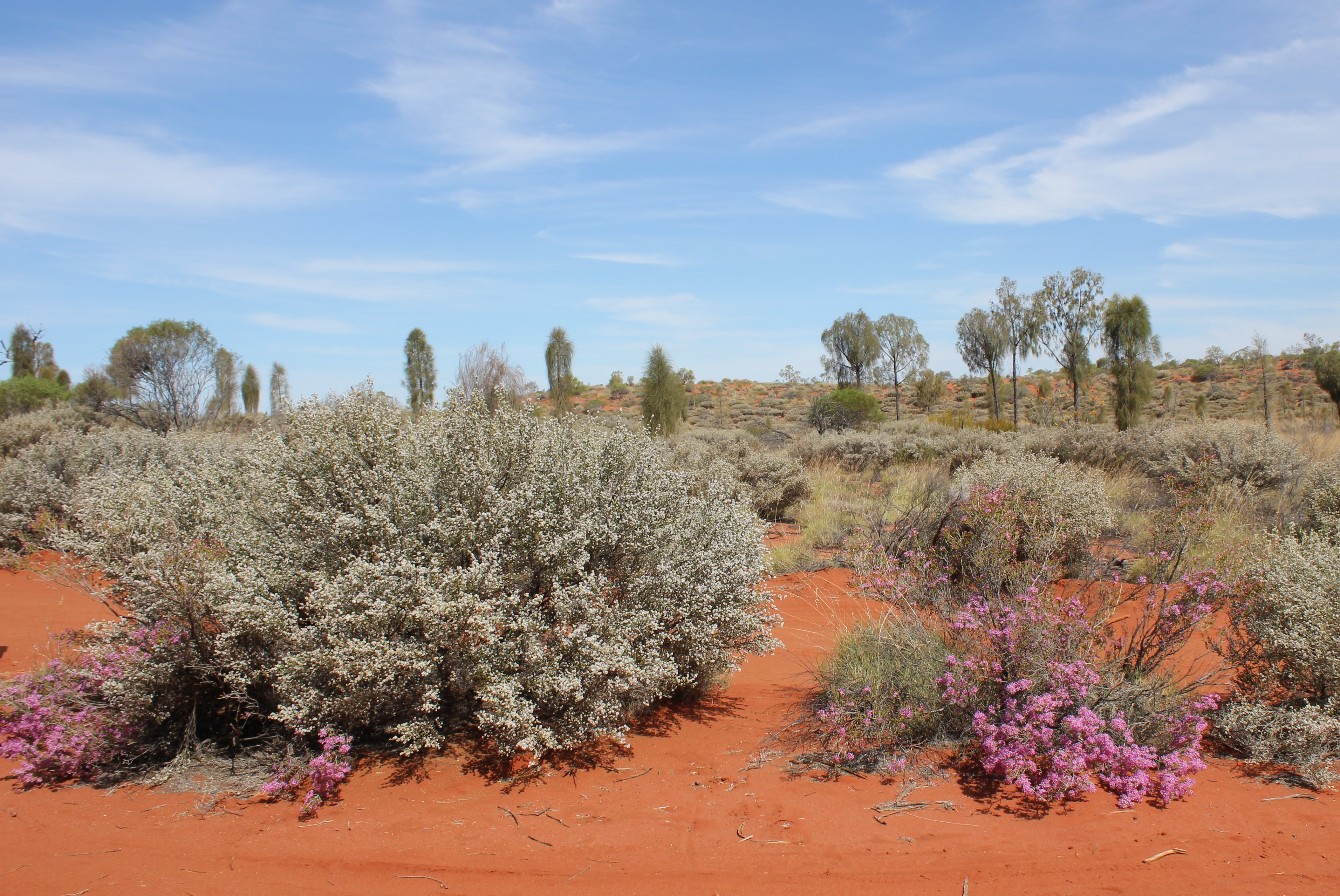
Rozkvetlá poušť u Yulary

## Historie
Území Severního teritoria bylo člověkem obydleno již před více než 40 000 lety.

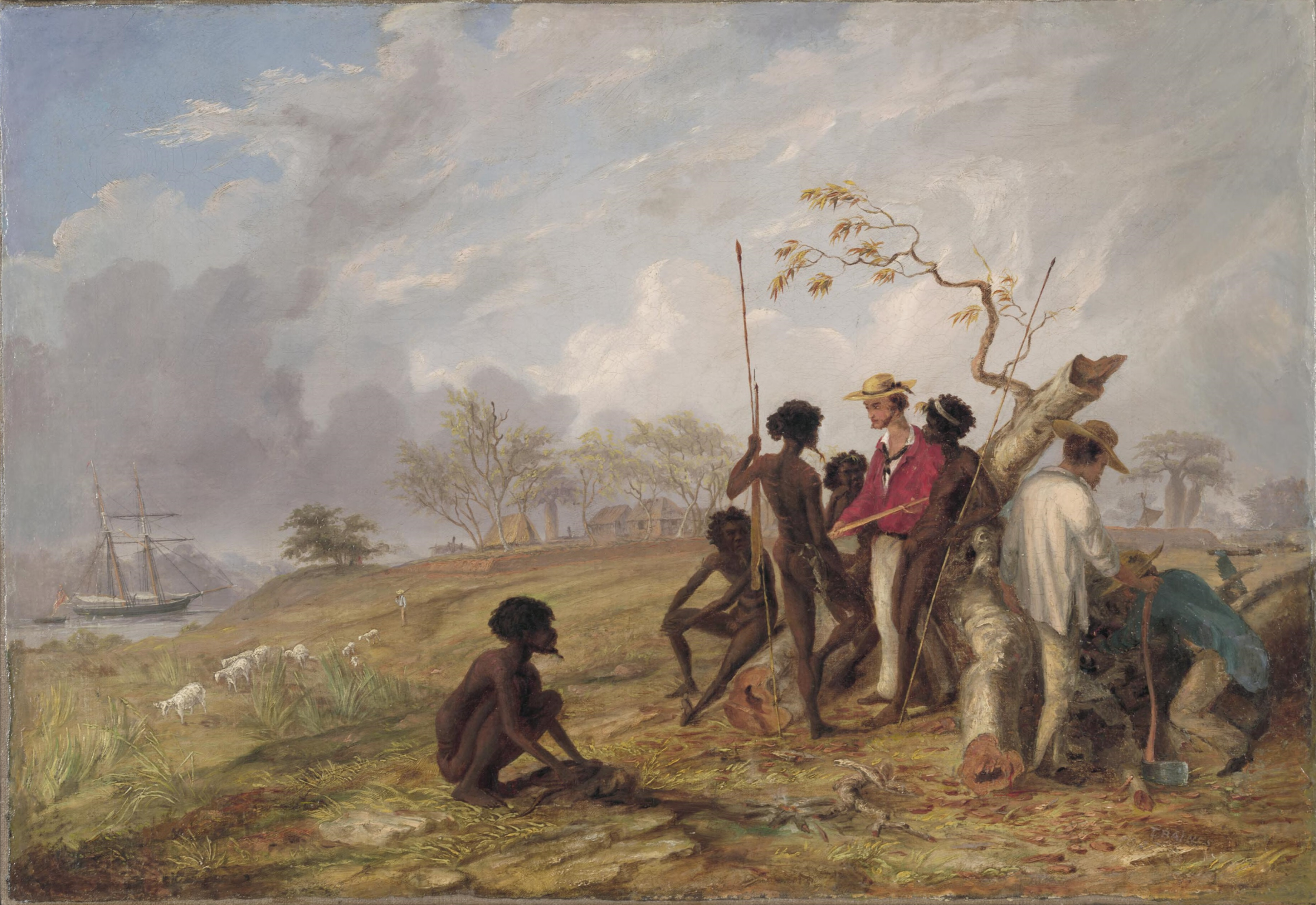
Thomas Baines s Aboriginci poblíž ústí řeky Victoria.

Ačkoli pobřežní oblasti Severního teritoria se ještě před objevením kontinentu Evropany stávaly místem ztroskotání lodí, a tato pevnina byla téměř na dosah od již známých zemí, přesto zůstávala až do poloviny 19. století pro Evropany téměř zcela neznámá. Pobřeží bylo těžko přístupné pro hustý porost mangrovů a na pevnině se nacházela nehostinná pustina.
Z prvních čtyř britských pokusů osídlit drsné severní pobřeží skončily tři v hladu a zoufalství. Území dnešního Severního teritoria bylo v letech 1825 až 1863 součástí Nového Jižního Walesu (mimo epizodu od února do prosince 1846, kdy náleželo ke krátkodeché kolonii Severní Austrálie). V letech 1863 až 1911 patřilo k Jižní Austrálii. Pod její vládou byla v letech 1870 až 1872 vybudována transkontinentální telegrafní linka, k níž se váže vznik řady obcí včetně Alice Springs.V roce 1869 byl (na druhý pokus) založen přístav Palmerston, od r. 1911 Darwin.
K 1. lednu 1911, přesně deset let po vzniku australské federace, bylo Severní teritorium vyčleněno z Jižní Austrálie a převedeno pod federální správu. Mezi lety 1927 a 1931 bylo teritorium rozděleno na Severní Austrálii a Střední Austrálii podél 20° jižní šířky.
Během druhé světové války byla značná část teritoria pod vojenskou správou (jediné území a jediné období od federalizace 1. ledna 1901). 19. února 1942 se Darwin stal cílem mohutného útoku japonských bombardérů.
Od šedesátých let bojovali domorodí Australané za práva na půdu a spravedlivou mzdu, např. stávkou na dobytkářské farmě Wave Hill roku 1966. Federální vláda ustavila v únoru 1973 komisi pod vedením soudce Edwarda Woodwarda, z níž vzešel návrh zákona o pozemkových právech domorodců Aboriginal Land Right (Northern Territory) Act 1976, který vstoupil v platnost 26. ledna 1977.
O štědrovečerní noci 1974 zpustošil Darwin tropický cyklón Tracy, zanechal 71 mrtvých a škody za 6,85 miliard australských dolarů v hodnotě roku 2018. 41 ze 47 tisíc obyvatel města zůstalo bez domova.

## Obyvatelstvo
Celá oblast je velmi řídce osídlena. Většina obyvatel žije okolo hlavní dopravní tepny země Stuartovy dálnice, se kterou souběžně vede nedávno dokončená železniční trať zvaná Ghan. Podstatnou část obyvatelstva (32,5 %) tvoří původní obyvatelé Austrálie, Austrálci (Aboridžinci).
S početnou domorodou populací souvisí i zvýšená míra kriminality, a to zvláště ve městech Darwin, Katherine a Alice Springs. Aboriginci jsou většinou nezaměstnaní, závislí na sociálních dávkách, často zneužívají alkohol a jiné drogy (čichání benzínu) a mohou být agresivní.